# 黃靖 (學者)
黄靖（1956年—）祖籍山东省掖县（今莱州市），美国籍华人，政治学家。黄靖在新加坡国立大学李光耀公共政策学院担任讲座教授直到新加坡内政部因其涉嫌犯下间谍罪而于2017年8月4日永久撤销其永久居民权。

## 生平

### 早年
1956年，黄靖出生于一个中国军人家庭，父母作为军医曾参加朝鲜战争和越南战争。1972年尼克松访华，使正在云南省偏僻山区上山下乡的知青黄靖对美国产生了浓厚兴趣。后来黄靖进入四川大学外文系英语专业学习，成为英语专业78级毕业生。此后他获得复旦大学历史学硕士学位。1986年进入美国哈佛大学学习7年，后获得哈佛大学政治学博士学位。在哈佛大学7年的学习期间，他曾卖书、卖肉制品、当保安、当神经病院经理、从事社会调查。

### 职业
1993年至1994年，任哈佛大学讲师。1994年至2002年，任犹他州立大学政治学教授和亚洲研究中心主任。1998年在美国获终身教授职位。2002年至2003年，任斯坦福大学雪伦斯顿研究员。2004年至2008年，在美国智库布鲁金斯学会任资深研究员。他是布鲁金斯学会第一位华裔高级研究员，主要从事国际安全研究。
2008年左右，黄靖来到新加坡，此后担任新加坡国立大学李光耀公共政策学院特聘讲座教授、李氏基金会讲座教授，及亚洲与全球化研究所所长等职务。他在新加坡国立大学李光耀公共政策学院发起主持中印二轨安全问题对话、中印媒体高层对话、中-日-美三方二轨对话、亚洲环境政策对话、中-印-日三国能源政策对话、亚洲-欧盟能源安全对话，他与达赖喇嘛及其特使甲日·洛迪建立了良好关系，并经常就国际事务向西藏流亡领导人提供咨询。他还开发了西伯利亚/远东中的多边国际合作等项目，并任中日青年领袖论坛导师。

## 干预新加坡外交事件
2017年8月4日，新加坡內政部发表声明说，新加坡移民与关卡局8月4日已根据移民相关法令，取消了黄靖和妻子杨秀萍（两人均为美国公民）的出入境证件，在确定黄靖曾从事有损新加坡国家利益的活动后，根据移民法令相关条款将黄靖列为不受欢迎的移民，同时禁止黄靖和杨秀萍入境新加坡共和国。内政部的声明还称，黄靖在知情的情况下同他国情报机构及情报人员接触，与他们合作影响新加坡政府的外交政策及新加坡本地舆论。声明并未说明黄靖是为哪个国家工作。同日，新加坡国立大学回应称，黄靖在新加坡国立大学的教职即日起吊销并停薪，校方将同新加坡内政部合作处理此事。2017年8月4日，香港《南华早报》报道指，目前仍在新加坡的黄靖当天表示，新加坡政府已就相关文告通知其本人，但他否认新加坡政府的所有指控，黄靖说：“说我是试图影响本地舆论的外国代理人，这是胡说，为什么不直接指出是哪个国家……我的家和家人都在新加坡，如果他们有证据，应该把我送上法庭。”
黄还声称，他没有得到离开新加坡的期限，并有 7 天的时间向新加坡内政部提出上诉。黄靖表示将向律师及美国驻新加坡大使馆寻求帮助。

### 新加坡国立大学反应
新加坡国立大学发言人告诉媒体校方不容忍外来干预，由于黄靖的准证被撤销，黄靖将不会被允许继续在国立大学工作。

### 以工作“证明”自己
2019年6月，黄靖告诉《南華早報》他“在美国華盛頓哥倫比亞特區，我的家，工作了一整年来证明我不是新加坡所认为的人”。在黄靖发表讲话时，新加坡没有澄清他们认为黄靖代表哪个国家行事，而黄靖说他要“证明至少美国并不认为我在为谁工作”。他还补充说，他对这一事件“对新加坡并没有任何不好的感觉”。

#### 比拉哈里·考斯甘的回应
退休的新加坡外交官比拉哈里·考斯甘（英語：Bilahari Kausikan）回应了黄靖的言论并告诉媒体新加坡不是一些会粗心采取严厉行动的“香蕉共和国”。考斯甘还表示，黄靖在美国工作并不能证明任何事情，因为黄靖是违背了新加坡的利益，而不是美国的利益。

### 姚俊威间谍案
2020年7月25日，新加坡人姚俊威被起诉利用其在美国的政治顾问公司为中国情报机构收集信息。黄靖在被新加坡驱逐出境之前，黄靖是姚俊威在新加坡国立大学的博士生教授。 Bilahari Kausikan指黄靖是招募姚俊威为北京从事间谍活动的中国“特工”，黄靖回应Kausikan的言论，并向媒体声称Kausikan的说法是“无稽之谈”和“不合理”，并要求Kausikan要么证明评论，要么收回它们。

## 著作

### 书籍
- Jing Huang, , Cambridge University Press, 23 November 2006  [2022-08-22], ISBN 978-0-521-03258-2, （原始内容存档于2022-08-22）
- Jing Huang; Xiaoting Li, , World Scientific, 2010  [2022-08-22], ISBN 978-981-4287-36-4, （原始内容存档于2022-08-22）
- Jing Huang, , BiblioBazaar, 27 January 2017  [2022-08-22], ISBN 978-1-374-68286-3, （原始内容存档于2022-08-22）

### 报纸评论
黄靖曾为包括《人民日报》在内的中国报社撰写亲北京评论。《纽约时报》和《华盛顿邮报》都引用了他的行动。